# Francisco Gómez-Salazar y Lucio-Villegas
Francisco Gómez-Salazar y Lucio-Villegas   (Arija, 7 de juliol de 1827 - Real Santuario de Montesclaros, 13 de març de 1906) fou un religiós i teòleg espanyol, bisbe de Lleó i acadèmic de la Reial Acadèmia de Ciències Morals i Polítiques

## Biografia
Era germà de Manuel Gómez de Salazar y Lucio-Villegas, que va ser arquebisbe de Burgos. De 1842 a 1845 va estudiar al Seminari Conciliar de San Jerónimo i després a l'Institut Provincial. En 1852 es va llicenciar en teologia a la Universitat de Valladolid, de la que es doctorà a la Universitat de Granada en 1857. En 1854 es va ordenar sacerdot. En 1862 es va llicenciar en dret civil i canònic a la Universitat Central de Madrid.
En 1853 fou nomenat Catedràtic de Grec i Hebreu en el Seminari Conciliar de San Pelagio de Còrdova i en 1857 catedràtic de teologia dogmàtica a la Universitat Central de Madrid fins que fou suprimida en 1868. En 1871 hi substituiria Eugenio Montero Ríos com a catedràtic d'Institucions de Dret Canònic.
Al març de 1859 va ser nomenat eclesiàstic de la rectoria en la Cort; al juny de 1860 va ser designat predicador de S. M. i a l'agost de 1862 el Cardenal Arquebisbe de Toledo el va nomenar tinent vicari i jutge eclesiàstic ordinari de la Cort i el seu Partit. El 1885 va ingressar a la Reial Acadèmia de Ciències Morals i Polítiques i el 1886 fou nomenat Bisbe de Lleó, càrrec que va ocupar fins a 1904, quan se li va diagnosticar una malaltia cerebral i fou nomenat bisbe emèrit. Va morir en 1906 d'una bronco-pneumònia al monestir de Montesclaros.

## Obres
- Tratado teórico práctico de procedimientos eclesiásticos, Imp. D. Eusebio Aguado, Madrid, 1868 (
- Manual eclesiástico. Lib. Miguel Olamendi, Madrid, 1872.
- Lecciones de disciplina eclesiástica y suplemento al tratado teórico-práctico de procedimientos eclesiásticos por los Doctores D. Francisco Gómez Salazar y D. Vicente de la FuenteMadrid, A. Gómez Fuentenebro, 1874; 2ª ed. corr. y aum., A. Gómez Fuentenebro. Madrid, 1877. Hubo otras ediciones.
- Tratado de las censuras eclesiásticas con arreglo a la Constitución “Apostolicae Sedis” expedida en 12 de octubre de 1869, Imp. A Gómez Fuentenebro, Madrid, 1875.
- Contrabando protestante. La Biblia en romance y sin notas. Junto con El protestante protestado, números 1 (Andrés Tunn), 2 (Salvación del pecador, o sea Refutación de los errores que contienen), 3 (La muerte feliz) y 5 (Respuesta al manifiesto de la Asamblea Protestante en España) por Vicente de la Fuente, Francisco Gómez Salazar, Ed. Antonio Pérez Burrull, Madrid, 1869-1872, 1872.
- Constituciones Sinodales para la Diócesis de León, Imp. de Herederos de Miñón, León, 1893